# (523757) 2014 WH509
(523757) 2014 WH509 est un objet transneptunien faisant partie des cubewanos et une planète naine possible.